# Tu inspiración
Tu inspiración es un álbum de estudio de Alacranes Musical. Fue lanzado al mercado el 26 de agosto de 2008.

## Lista de canciones
1. Dame tu amor
2. Perdidamente enamorado
3. Fue su amor
4. Mírame amor
5. Soy yo
6. Mi otra mitad
7. Te sigue esperando mi corazón
8. El duranguense
9. Esperando por ti
10. Adiós amor
11. La historia de siempre
12. Esther